# Luis Ocaña (zapaśnik)
Luis Ocaña Zulueta  (ur. 3 stycznia 1955) – kubański zapaśnik walczący w stylu wolnym. Olimpijczyk z Moskwy 1980, gdzie odpadł w eliminacjach w wadze 52 kg.
Brązowy medalista mistrzostw świata w 1978. Wicemistrz igrzysk panamerykańskich w 1979. Triumfator Igrzysk Ameryki Środkowej i Karaibów w 1978. Trzeci w Pucharze Świata w 1979 i czwarty w 1978 roku.